# Vacaria (microregio)
Vacaria is een van de 35 microregio's van de Braziliaanse deelstaat Rio Grande do Sul. Zij ligt in de mesoregio Nordeste Rio-Grandense en grenst aan de microregio's Caxias do Sul, Guaporé, Gramado-Canela, Osório, Passo Fundo, Sananduva, Campos de Lages (SC), Araranguá (SC) en Criciúma (SC). De microregio heeft een oppervlakte van ca. 17.258 km². In 2008 werd het inwoneraantal geschat op 163.115.
Veertien gemeenten behoren tot deze microregio:
- Bom Jesus
- Cambará do Sul
- Campestre da Serra
- Capão Bonito do Sul
- Esmeralda
- Ipê
- Jaquirana
- Lagoa Vermelha
- Monte Alegre dos Campos
- Muitos Capões
- Pinhal da Serra
- São Francisco de Paula
- São José dos Ausentes
- Vacaria

Mesoregio's: Centro Ocidental Rio-Grandense · Centro Oriental Rio-Grandense · Metropolitana de Porto Alegre · Nordeste Rio-Grandense · Noroeste Rio-Grandense · Sudeste Rio-Grandense · Sudoeste Rio-Grandense

Microregio's: Cachoeira do Sul · Camaquã · Campanha Central · Campanha Meridional · Campanha Ocidental · Carazinho · Caxias do Sul · Cerro Largo · Cruz Alta · Erechim · Frederico Westphalen · Gramado-Canela · Guaporé · Ijuí · Jaguarão · Lajeado-Estrela · Litoral Lagunar · Montenegro · Não-Me-Toque · Osório · Passo Fundo · Pelotas · Porto Alegre · Restinga Seca · Sananduva · Santa Cruz do Sul · Santa Maria · Santa Rosa · Santiago · Santo Ângelo · São Jerônimo · Serras de Sudeste · Soledade · Três Passos · Vacaria